# سه‌گانه شارکو (عصب‌شناسی)
سه‌گانهٔ شارکو در بیماری‌های مغز و اعصاب (انگلیسی: Charcot's neurologic triad) یا تِریاد شارکو به مجموعه‌ای از سه نشانهٔ «نیستاگموس»، «لرزش ارادی/لرزش هدفمند» و «گفتار مقطع/کلام بریده‌بریده» گفته می‌شود که با بیماری ام‌اس مرتبط است؛ اما نشانهٔ پاتوگنومونیک این بیماری نیست. سه‌گانهٔ شارکو نامش را را ژان-مارتن شارکو می‌گیرد.